# Canal gobernador Arias

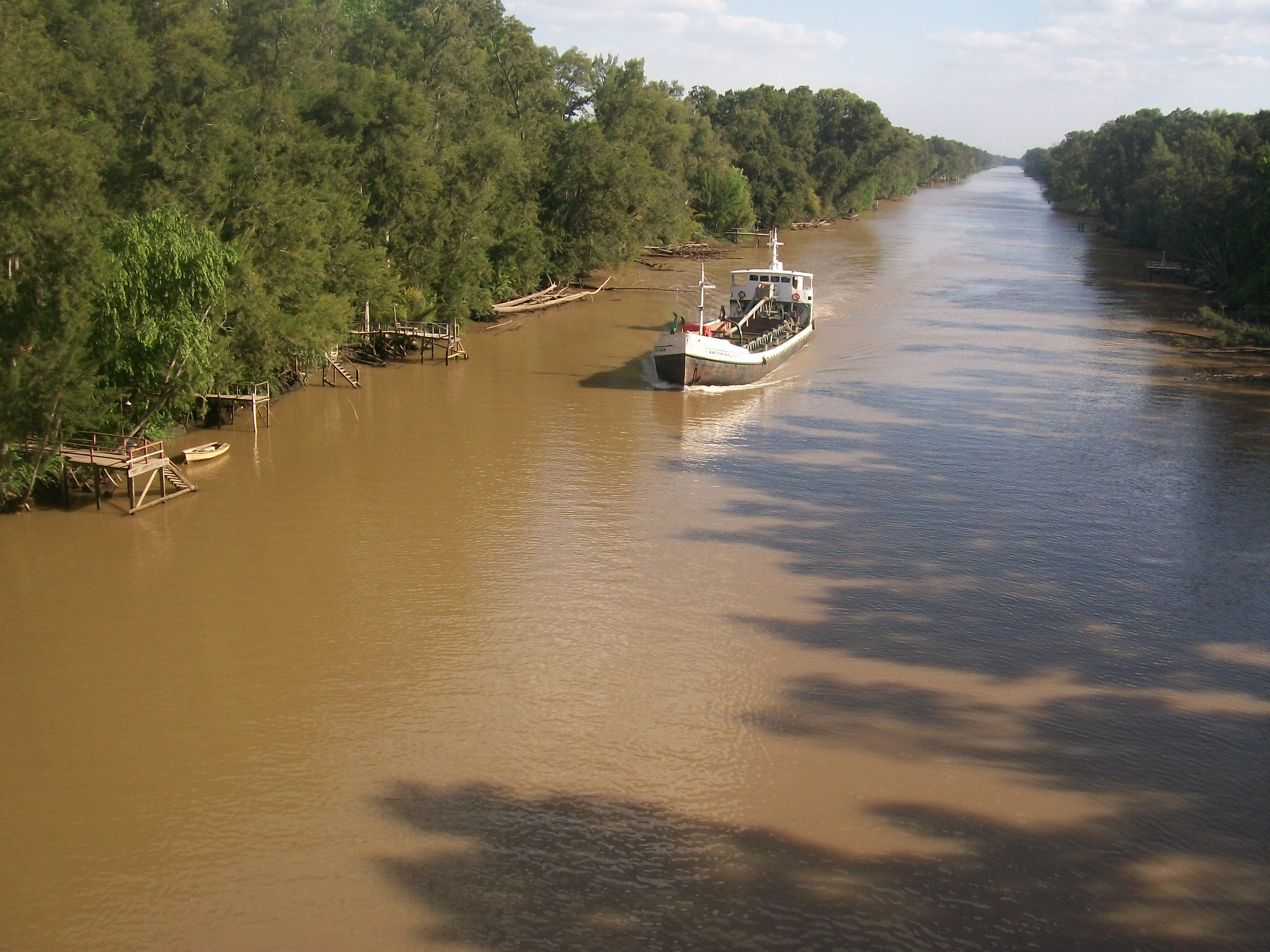
Canal Arias

El Canal Arias es una obra de ingeniería civil emplazada en el tramo inferior del delta del Paraná.
Es un canal artificial cavado a través de las islas aluvionales para vincular el río Luján , en proximidad de las localidades de Villa La Ñata y Dique Luján, con el Paraná de las Palmas.
Sus características principales son: longitud 9800 m, ancho promedio 75 m y una profundidad de 3 m, arrumbamiento  015-195,  pero tanto en su inicio como en su fin presenta codos con un ligero cambio de orientación.
En su desembocadura con el Paraná de las Palmas (paraje km 63,8) se une al arroyo de los Nogales.
Su nombre fue dado en homenaje a José Inocencio Arias quien fuera gobernador de la provincia de Buenos Aires a principios del siglo XX.